# Scydmaenitae
Scydmaenitae es una supertribu de estafilínidos (Staphylinidae). Se distribuyen por todo el mundo (excepto la Antártida y otras zonas polares).[cita requerida]